# هاینریش شیر
هاینریش شیر (به آلمانی: Heinrich der Löwe) (زاده ۱۱۲۹ - درگذشته ۶ اوت ۱۱۹۵) از اعضای سلطنتی خاندان ولف بود.
او از سال ۱۱۴۲ با نام «هاینریش سوم» دوک زاکسن بود، در حالی که از سال ۱۱۵۶ به عنوان «هاینریش دوازدهم» دوک باواریا هم بود.
و هر دوی این سمت‌ها را تا سال ۱۱۸۰ اختیار داشت.